# Dobromirka
Dobromirka (bulgariska: Добромирка) är ett distrikt i Bulgarien.   Det ligger i kommunen Obsjtina Sevlievo och regionen Gabrovo, i den centrala delen av landet, 160 km öster om huvudstaden Sofia.
Omgivningarna runt Dobromirka är en mosaik av jordbruksmark och naturlig växtlighet. Runt Dobromirka är det ganska tätbefolkat, med 83 invånare per kvadratkilometer.